# イスマーイール・イブン・ジャアファル
イスマーイール・イブン・ジャアファル（Ismāʿīl b. Jaʿfar al-Mubārak）は、イスラーム教シーア派の一派であるイスマーイール派において第6代イマームとされる人物。

## 生涯
名前は、より詳しくは、アブームハンマド・イスマーイール・イブン・ジャアファル・イブン・ムハンマド・アルムバーラク。イマーム派シーアにより認知されるイマーム、ムハンマド・バーキル → ジャアファル・サーディクのイマーム継承ラインに連なる人物である。「ムバーラク」（祝福された者）という通り名を持つ。そのため、イスマーイールの支持者のグループは「ムバーラキーヤ」al-Mububārakiyya と呼ばれた。
イスマーイールはジャアファル・サーディクの次男としてヒジュラ暦80年から83年の間（西暦699年から702年の間）に生まれた:91。カーディー・ヌウマーンなどのイスマーイール派文献や9世紀の分派学者ナウバフティーによると、イスマーイールの母はハサン・イブン・アリー・イブン・アビーターリブの孫娘のファーティマである:58。ファーティマはジャアファル・サーディクの最初の妻である:91。ジャアファルは預言者ムハンマドが最初の妻ハディージャを亡くすまでは別の妻も妾も取らなかった例に倣い、ファーティマを亡くすまでは別の女と婚姻をしなかった:91。イスマーイールには、アブドゥッラー・アフタフという全血兄弟がいる。25歳、年の離れた弟ムーサー・カーゼム（十二イマーム派における第7代イマーム）とは、半血兄弟の関係である。
ジャアファル・サーディクは、自身を含むイマーム派のイマーム継承ラインに連なるイマームたちを過度に崇める極端派（グラート）を疎ましく思っていた。しかし、イスマーイールはそのような極端派と親密な関係を築いたようである。極端派の代表的な人物のひとりアブー・ハッターブ・アサディーとイスマーイールの間には強い結びつきがあった可能性が指摘されている。ナウバフティーやカッシーなど後世の十二イマーム派の分派学書や、スンナ派のアシュアリーの文献には、アブー・ハッターブを中心とするグループ、ハッターブ派と、初期のイスマーイール派を同一視するような記載がある。19世紀の東洋学者ルイ・マスィニョンはアブー・ハッターブが「アブー・イスマーイール」というクンヤでも呼ばれることからアブー・ハッターブとイスマーイールが擬制的な父子関係を結んでいた可能性をも指摘したが、資料の不足から実際に二人がどのような関係であったかは断定できない。カーディー・ヌウマーンらのファーティマ朝系イスマーイール派の文献はアブー・ハッターブを異端とみなし、ハッターブ派を否定している。
カッシーによると、アブー・ハッターブのほかにも極端派として有名な、ムザッファル・イブン・ウマル・ジュウフィー、ムアッラー・イブン・フナイスといった人物とも交流があったとされる。さらに、クーファで貸金業を営んでいた、やはり極端派のバッサーム・イブン・アブドゥッラー・サイヤフィーと共謀して、反アッバース朝武装蜂起に関わったともされ、ジャアファル・サーディクがこれに不快感を示したという。十二イマーム派の伝承集によれば、この事件は、息子を誤った道に導いたとして、極端派をジャアファルが切り捨てるきっかけになった。
イスマーイール派の文献はイスマーイールの客観的な伝記的情報についてほとんど語らない。他方でナウバフティーやカッシーのような十二イマーム派の文献は、スンナ派の分派学書より比較的情報量が多いが、むしろそれらよりもイスマーイールに対して敵対的である。それはムーサー・カーゼムのイマーム性を主張する必要があったためである。十二イマーム派文献はイスマーイールが堕落し、酒浸りであったと糾弾する。しかしながら、よく知られているように、ジャアファル・サーディクはイスマーイールを後継者にナッスした。このナッス（指名）こそがイスマーイール派の主張の根幹にある。
イスマーイールは、ジャアファル・サーディクと相前後して亡くなった。正確な日付は不明である。どのような状況で亡くなったのかも不明である:91。資料の多くがイスマーイールはジャアファルより先に亡くなったと記述し、一部のイスマーイール派文献にのみ、ジャアファルが亡くなったときにイスマーイールは存命であったと主張されている。イスマーイール派文献の大多数と非イスマーイール派文献では、ジャアファルがイスマーイールの葬儀の際、会葬者に亡くなった息子の顔を見てほしいと言い、イスマーイールがバキー墓地に葬られたことを記述している。一部のイスマーイール派文献は、ジャアファルが何らかの理由でイスマーイールの死を偽装したと述べている:55-57。

## 註釈
1. ↑  イスマーイールを長男[1][2]:51あるいは長子[3]と記載する文献もある。
2. ↑  ファーティマ・ビント・フサイン・アスラム・イブン・ハサン・イブン・アリーの母アスマーは、アキール・イブン・アビーターリブの娘である[5]:123。

## 典拠
1. 1 2 3 4 5 6 7 8 9 10 11 12 13 14 15 16 17 18 19 20 21 22 23 24  Daftary, Farhad (1998). "Esmā'il b. Ja'far al-Sādeq". Encyclopaedia Iranica. Vol. VIII (Online ed.). pp. 625–626.
2. 1 2  Buyukkara, Mehmet Ali (1997). The Imāmi Shi'i movement in the time of Mūsā al-Kāẓim and 'Ali al-Riḍa. Edinburgh University Press.
3. ↑  ルイス, バーナード『暗殺教団―「アサシン」の伝説と実像』（加藤和秀訳、講談社、2021年）p.47.
4. 1 2 3 4  Daftary, Farhad (2007). The Ismāʿīlīs: Their History and Doctrines (Second ed.). Cambridge: Cambridge University Press. ISBN 978-0-521-61636-2.
5. 1 2  al-Nawbakhti, Abu Muhammad al-Hasan ibn Musa (2007). Kadhim, Abbas (ed.). Shiʿa sects (Kitāb Firaq al-Shīʿa). London: ICAS Press. ISBN 978-1-904063-26-1.
6. ↑  Madelung, W. (1978). "KHATTABIYYA". In van Donzel, E. [in 英語]; Lewis, B.; Pellat, Ch. [in 英語]; Bosworth, C. E. [in 英語] (eds.). The Encyclopaedia of Islam, New Edition, Volume IV: Iran–Kha. Leiden: E. J. Brill. pp. 1132–1134.